# Karácsony… már megint?
A Karácsony… már megint? (eredeti cím: Christmas…Again?!) 2021-es amerikai filmvígjáték, amelyet Andy Fickman rendezett. A főbb szerepekben Scarlett Estevez, Daniel Sunjata, Alexis Carra, Priscilla Lopez, Ashlyn Jade Lopez látható.
Amerikában 2021. december 3-án mutatta be a Disney Channel és a Disney+.. Magyarországon 2021. december 24-én mutatja be a Disney Channel.

## Cselekmény
A 11 éves Rowena "Ro" egy jókedvű kislány, aki abban reménykedik, hogy a karácsonyi ünnepség izgalmas lesz, miközben szülei válása nem zajlik zökkenőmentesen. Abban reményben, hogy újra együtt lesz a család, egy bevásárlóközpont Mikulásától kíván. A karácsonyi kívánsága azonban balul sül el, karácsony napja újra és újra megismétlődik. Ebben a helyzetben, meg kell tanulnia szeretni az új, vegyes családját és meg kell tanulnia a karácsony valódi jelentését.

## Szereplők
| Szereplő                   | Színész               | Magyar hang          |
| -------------------------- | --------------------- | -------------------- |
| Rowena "Ro" Clybourne      | Scarlett Estevez      | Engel-Iván Lili      |
| Mike Clybourne             | Daniel Sunjata        | Papp Dániel          |
| Carolina Clybourne         | Alexis Carra          | Kisfalvi Krisztina   |
| Sofia nagyi                | Priscilla Lopez       | Bessenyei Emma       |
| Hector papa                | Tony Amendola         | Csuha Lajos          |
| Gabriela "Gabby" Clybourne | Ashlyn Jade Lopez     | Laudon Andrea        |
| Diane                      | Beth Lacke            | Ligeti Kovács Judit  |
| Mikulás                    | Gary Anthony Williams | Petridisz Hrisztosz  |
| Louie                      | James McCracken       | Hárs Benjámin        |
| Gerry                      | Gabriel Ruiz          | Markovics Tamás      |
| Bruce                      | Sean Parris           | Fekete Zoltán        |
| Wyatt                      | Kenny Rasmussen       | Magyar Nimród Balázs |
| Holly                      | Layla Abdullah        | Blazsó Regina        |
| Henry                      | Charlie Farrell       | Németh Attila István |

### Magyar változat
- Magyar szöveg: Boros Karina
- Hangmérnök és vágó: Bogdán Gergő
- Gyártásvezető: Rába Ildikó
- Szinkronrendező: Dobay Brigitta
- Produkciós vezető: Orosz Katalin

A szinkront az SDI Media Hungary készítette.

## Gyártás
A forgatás 2020. november 10. és 2020. december 24. között zajlott Chicagoban és East Dundeeba.